# 萱田
萱田（かやだ）は、千葉県八千代市中央部の地名。住民基本台帳による2022年5月31日現在の人口は、萱田が4,390人・萱田町が5,233人、合計すると9,623人である（八千代市調べ）。萱田と萱田町は互いにモザイク状の飛地群を形成している。郵便番号は276-0043。

## 地理
東部を新川が流れる。また東葉高速鉄道東葉高速線開業後は急激な人口増加に伴い北部を「ゆりのき台」という新地名にして分裂させた。元々は萱田であった名残として、分校を作ったほどのマンモス校である八千代市立萱田小学校等が現在の住所ではゆりのき台に存在し、ほかにも公園等に萱田と名前が付くものは、ゆりのき台に複数存在。
飛び地がいくつか存在するが、主に東葉高速線の南側が住所表示での「萱田」「萱田町」となり、現在でも古い住宅が数多く立ち並んでいる他、八千代市の行政の中心でもある。

### 地価
住宅地の地価は、2022年（令和4年）1月1日の公示地価によれば、萱田町字出戸659番65の地点で10万9000円/m2となっている。

## 歴史
八千代市の中では古代の遺跡が多数発見されており、歴史が深い町である。この地は八千代市の中で最も早くヒトが住み始めた。旧石器時代は奥東京湾がここまで迫っており、当時の遺跡や貝塚が多数発掘されている。なお「萱田」の由来は、茅やススキが一面にあったことから「草田」（かやた）と呼ばれていたのが変化したもの。白幡前遺跡から「草田」と書かれた墨書土器が出土したことから発覚した。中世には荘園となった他、近世にかけて宿場町として栄えた。

### 原始・古代
約30000年前、八千代市内で初めて当地域にヒトが住み始め（坊山遺跡）、そして約25000年前には環状のムラを形成した。その後、約20000年前に遺跡が増大。萱田・大和田新田にまたがる「萱田遺跡群」が形成される。面積は100haほどで、権現後遺跡・ヲサル山遺跡・北海道遺跡・坊山遺跡・井戸向遺跡・白幡前遺跡の6つの遺跡からなる。「萱田遺跡群」というのは一般にこの6つの遺跡を総称して呼ばれる。現在のゆりのき台地域である。この他にもヲサル山南遺跡・川崎山遺跡（南部）がこの地域に存在する。
当時は奥東京湾が当地域あたりまで迫っており、縄文時代では当地域より奥の島田・保品・神野・高野地区で数多くの貝塚があったことが確認されている。当地域では権現後遺跡（9世紀前半）・北海道遺跡（古墳時代～8世紀）・白幡前遺跡（奈良時代・平安時代）の3箇所で貝塚が確認された。萱田遺跡群で出土したのはブロック・礫群・住居跡・炉跡・土坑であるが、そのほとんどがブロックと礫群で住居跡が出土するのはまれである。墨書土器には「丈部（はせつかべの）」「大伴部（おおともべ）」「大生（おおう）」などの姓が見られる。この遺跡群の中でも権現後遺跡は食生活が豊かになったためか土器の種類や数が豊富であるが、出土土器の7割は内房地域のものであり、新川を利用した交流が行われていたとされる。これらの萱田遺跡群は古墳時代中期から後期にかけて最も盛んになったが、950年頃までに解体される。また南部には弥生時代から古墳時代にかけての上の山古墳群が存在する。
5世紀頃、当地域では大和政権が専門の工人集団をつくり、「玉つくり職人」が活躍した。剣や勾玉などの模造品が大量に作られ、現在でも当地域に「玉造」「玉作」といった地名が残っている。

### 中世
奈良時代、川を挟んだ村上地域が拠点となり、大宝律令により当地域は「郷」という位になり、「村神郷」という名称になったが、この地域は後に独立した「萱田郷」となる。平安時代に入り、当地域は平忠常の乱に巻き込まれる。一方で荘園が全国各地で増加する中、この地域には「萱田神保御厨」（かやだじんぼうのみくりや）という荘園になった。この荘園は萱田郷と神保郷（神野地区）が一体化した呼ばれ方で、成立時期は不明だが12世紀末頃までには成立していた。後にこの地域を両総平氏一族の臼井氏が開発・定着させ、この萱田神保御厨は臼井氏の有力庶子家である神保氏の勢力圏となった。その荘園化に国司が対抗し、国府の役所（国衙）に税を納めさせた。その結果郡から独立した徴税単位となり、郷と郡の位置づけが対等になった。
それゆえに印旛郡が解体され、臼井氏の治める臼井庄が成立した。この臼井庄は、現在の八千代市・四街道市全域と、佐倉市西部、船橋市豊富地域を範囲とする。
その後鎌倉時代に入り、宝治合戦で負け臼井・神保氏は衰退していった（後に西遷する）。それにより御厨としての実態が失われていき、代わりに千葉氏が勢力を伸ばした。その中で萱田郷は神保郷や吉橋郷などとともに香取神宮の造営費用を負担した。
室町時代に入り千葉氏はますます勢力を拡大してゆくが、戦国時代に千葉氏は分裂し、享徳の乱に巻き込まれる。戦乱が長期化する中、長尾景春の乱が起き、その時新川は堀として機能した。のちに小弓公方が滅亡したことが引き金となり、千葉氏により臼井氏は滅亡した。
一方で萱田遺跡群の井戸向遺跡からは中世の陶器や土器が出土し、他にも1450年～1550年頃に地下式坑が作られたことが分かったが、住居は未だに出土されておらず生活の様子を確認することは出来ない。

### 近世
当地域は佐倉藩となった。佐倉藩は三浦氏の三浦義次により成立した。当時は萱田・萱田町を合わせると約600石だった。この頃に萱田村となり、初期から他の村とともに幕府の鷹場であった。一方、中世からの下総道（現在の国道296号）大和田宿の宿場町となり当地域は賑わっていた。

### 近代
市制・町制が施行されて以降、萱田村・萱田町は他の村とともに1884年（明治17年）に合併し千葉郡大和田村となる。当時の人口は萱田村が509人、萱田町が517人。

## 世帯数と人口
2022年（令和4年）5月31日現在の世帯数と人口は以下の通りである。
| 大字 | 世帯数    | 人口    |
| ---- | --------- | ------- |
| 萱田 | 1,987世帯 | 4,390人 |

## 小・中学校の学区
市立小・中学校に通う場合、学区は以下の通りとなる。
| 番地 | 小学校                 | 中学校                 |
| --- | ---------------------- | ---------------------- |
| 1番地～449番地6、450～1111番地 1114～1114番地4、1115～1211番地 1250番地～1500番地3、1594番地 1615番地2～6、1668～2213番地 2253番地～2253番地3、2458～2961番地 | 八千代市立萱田小学校   | 八千代市立萱田中学校   |
| 1612番地 | 八千代市立萱田南小学校 | 八千代市立萱田中学校   |
| 1616～1667番地 | 八千代市立大和田小学校 | 八千代市立萱田中学校   |
| その他 | 八千代市立大和田小学校 | 八千代市立大和田中学校 |

## 交通
- 最寄駅は東葉高速鉄道東葉高速線八千代中央駅（ゆりのき台に所在）。一部地域は同線村上駅や京成電鉄本線京成大和田駅が最寄となる。
- 東洋バスが八千代医療センター・八千代台駅・八千代松陰高等学校・米本団地などへ出ていて、八千代市役所・八千代警察署などを経由する。古くは京成電鉄直営時代の京成バスも運行されていた。

## 施設
- 八千代市市民体育館
- 八千代総合運動公園
- 八千代総合運動公園野球場
- 萱田上自治会館
- 萱田下公会堂
- 市民の森
- 八千代市文化伝承館
- 萱田第一機場
- 新萱田公会堂
- 八千代斎場
- 八千代霊園

## 史跡
- 飯綱神社
- 長福寺

## 教育機関
- 八千代市立大和田中学校（校庭の一部）

※萱田南西部に形成される萱田町を除く萱田町飛地はこのテンプレートに含まない。

## 萱田町
萱田町（かやだまち）は、千葉県八千代市中央部にある地名。住民基本台帳による2008年6月30日現在の人口は、萱田が3,927人・萱田町が4,957人、合計すると8,884人である（八千代市調べ）。萱田から分裂したゆりのき台を合わせると2万人を超える。萱田と萱田町は互いにモザイク状の飛地を形成している。郵便番号276-0044。

## 世帯数と人口
2022年（令和4年）5月31日現在の世帯数と人口は以下の通りである。
| 町丁   | 世帯数    | 人口    |
| ------ | --------- | ------- |
| 萱田町 | 2,370世帯 | 5,233人 |

## 小・中学校の学区
市立小・中学校に通う場合、学区は以下の通りとなる。
| 番地                                                                                     | 小学校                   | 中学校                 |
| ---------------------------------------------------------------------------------------- | ------------------------ | ---------------------- |
| 530～538番地                                                                             | 八千代市立萱田南小学校   | 八千代市立萱田中学校   |
| 311～315番地、328～329番地 354～529番地、539番地 699番地～699番地2、700番地 705～707番地 | 八千代市立萱田小学校     | 八千代市立萱田中学校   |
| 316～325番地、330～332番地 336～353番地                                                  | 八千代市立萱田小学校     | 八千代市立大和田中学校 |
| 540番地、542～571番地                                                                    | 八千代市立大和田西小学校 | 八千代市立大和田中学校 |
| その他                                                                                   | 八千代市立大和田小学校   | 八千代市立大和田中学校 |

### 施設
- 八千代警察署
- 八千代市民会館
- 八千代総合運動公園
- 市民の森
- 八千代市水道局
- 萱田町公会堂

### 教育機関
- 八千代市立大和田小学校
- 八千代市立大和田中学校

### 史跡
- 時平神社
- 薬師寺 - 真言宗豊山派の寺院。

### 交通
モザイクを形成する萱田地内を東葉高速鉄道は東西に貫いているが、萱田町地内は通過していない。
- 国道296号が通っている。

※萱田町南部から見た表であり、北部の飛地群からの位置関係は考慮していない。

## 参考資料
- 「八千代市の歴史　通史編　上・下」2008年3月15日、八千代市発行、八千代市史編さん委員会